# Józefa Filipowska
Józefa Filipowska – polska „Sprawiedliwa wśród Narodów Świata”. 

## Życiorys
W trakcie II wojny światowej zaangażowała się w pomoc Żydom. Mieszkała wraz z mężem Józefem na warszawskiej Pradze, prowadząc sklep spożywczy. Posiadała wówczas trójkę dzieci (Halinę, Zdzisława, Wiesława). W marcu 1943 r. do jej drzwi zapukała Natalia Lauer - szukała schronienia u swej znajomej, jednak nie mogła jej odnaleźć, gdyż nikt nie otwierał drzwi. Kiedy Filipowska usłyszała historię Lauer, wzruszyła się, zaprosiła ją do swojego domu, dała jej posiłek i pozwoliła odpocząć. Lauer wróciła do getta, ale na tydzień przed wybuchem powstania w getcie warszawskim ponownie uciekła i udała się prosto do domu Filipowskiej. Tym razem Filipowska zaproponowała, że przenocuje ją na kilka dni, lecz kiedy wybuchło powstanie, dni zamieniły się w miesiące. Mimo niebezpieczeństwa Filipowska opiekowała się Lauer i zdobywała dla niej „aryjskie” dokumenty, które pozwalały jej okazjonalnie wyjść na ulicę. Lauer przebywał u Filipowskiej do września 1944 r., kiedy tereny te zostały wyzwolone przez Armię Czerwoną.  
Natalia przeżyła u Filipowskich okres wojny, mieszkała z nimi aż do momentu założenia własnej rodziny. Gdy wychodziła za mąż, Filipowscy wyprawili jej wesele.  
6 marca 1979 r. Instytut Jad Waszem uhonorował Józefę Filipowską medalem „Sprawiedliwy wśród Narodów Świata”.